# العجلية (الأفلاج)
العجلية هي قرية من فئة (ب) تقع في محافظة الأفلاج، والتابعة لمنطقة الرياض
تعود الى بادية من فخوذ الدواسر
( الخضران )يعيشون فيها وهم احفاد فرج بن حسن بن صهيب بن زايد الملطوم ويوجد بها مساكنهم ومزارعهم و أبلهم في السعودية.  